# Cyclassics Hamburg 2022
La Cyclassics Hamburg 2022 devenue Bemer Cyclassics est la 25e édition de cette course cycliste sur route masculine. Elle a lieu le 21 août à Hambourg, en Allemagne. C'est la 27e course de l'UCI World Tour 2022. Les éditions de 2020 et 2021 avaient été annulées à la suite de la pandémie de Covid-19.

## Présentation
En 2022, la course est renommée Bemer Cyclassics, du nom de son nouveau sponsor principal.

### Parcours
Le départ et l'arrivée ont lieu à Hambourg. La course se déroule sur un parcours relativement plat d'abord en direction du nord jusqu'à la commune de Wrist dans le land du Schleswig-Holstein pour ensuite s'orienter vers le sud et passer une première fois la côte du Waseberg puis la ligne d'arrivée à 55 km du terme avant de repartir en sens inverse. Le final comprend un circuit avec l'ascension de la côte du Waseberg à accomplir encore deux fois avant de revenir vers Hambourg.

### Équipes
La Cyclassics Hamburg faisant partie du calendrier de l'UCI World Tour, les dix-huit « World Teams » y participent. 
| WorldTeams (18)- AG2R Citroën Team - Astana Qazaqstan Team - Bahrain Victorious - Bora-Hansgrohe - Cofidis - EF Education-EasyPost - Groupama-FDJ - Ineos Grenadiers - Intermarché-Wanty-Gobert Matériaux - Israel-Premier Tech - Jumbo-Visma - Lotto-Soudal - Movistar Team - Quick-Step Alpha Vinyl - BikeExchange-Jayco - Team DSM - Trek-Segafredo - UAE Team Emirates ProTeams (3)- Alpecin-Deceuninck - Arkéa-Samsic - TotalEnergies |
| |

### Favoris
La victoire devrait se disputer au sprint. Auquel cas, les favoris sont les Néerlandais Fabio Jakobsen (Quick Step Alpha Vinyl), récent champion d'Europe, et Dylan Groenewegen (BikeExchange), le Belge Wout van Aert (Jumbo Visma), l'Australien Caleb Ewan (Lotto Soudal), le Français Arnaud Démare (Groupama FDJ), le Norvégien Alexander Kristoff (Intermarché Wanty Gobert), l'Italien Giacomo Nizzolo (Israel Pemier Tech) et le Slovaque Peter Sagan (TotalEnergies).

## Déroulement de la course
Le Français Anthony Jullien (AG2R Citroën), le champion du Kazakhstan Yevgeniy Gidich (Astana) et l'Italien Jacopo Mosca (Trek Segafredo) forment l'échappée du jour. Ils sont rejoints par le Néerlandais Ide Schelling (Bora Hansgrohe) à 71 km de l'arrivée puis celui-ci s'isole en tête. Lors de la dernière montée de la côte de Waseberg (à 17 km de l'arrivée), Schelling est repris au moment où un groupe de cinq hommes se détache et résiste au retour du peloton. Ce groupe de tête se dispute la victoire où Marco Haller (Bora Hansgrohe) qui bénéficiait d'un équipier (Patrick Konrad), s'impose malgré le retour sur la ligne de Wout van Aert (Jumbo-Visma).

## Classements

### Classement de la course
| \| Classement général \| Classement général \| Classement général \| Classement général \| Classement général \| \| Coureur \| Coureur \| Pays \| Équipe \| Temps \| \| ------------------ \| -------------------- \| ------------------ \| ---------------------------------- \| ------------------ \| \| 1er \| Marco Haller \| Autriche \| Bora-Hansgrohe \| 4 h 37 min 23 s \| \| 2e \| Wout van Aert \| Belgique \| Jumbo-Visma \| + 0 s \| \| 3e \| Quinten Hermans \| Belgique \| Intermarché-Wanty-Gobert Matériaux \| + 0 s \| \| 4e \| Jhonatan Narváez \| Équateur \| Ineos Grenadiers \| + 0 s \| \| 5e \| Patrick Konrad \| Autriche \| Bora-Hansgrohe \| + 4 s \| \| 6e \| Jasper Philipsen \| Belgique \| Alpecin-Deceuninck \| + 10 s \| \| 7e \| Phil Bauhaus \| Allemagne \| Bahrain Victorious \| + 10 s \| \| 8e \| Hugo Hofstetter \| France \| Arkéa-Samsic \| + 10 s \| \| 9e \| Max Kanter \| Allemagne \| Movistar Team \| + 10 s \| \| 10e \| Alexander Kristoff \| Norvège \| Intermarché-Wanty-Gobert Matériaux \| + 10 s \| \| 11e \| Edvald Boasson Hagen \| Norvège \| TotalEnergies \| + 10 s \| \| 12e \| Matteo Trentin \| Italie \| UAE Team Emirates \| + 10 s \| \| 13e \| Luka Mezgec \| Slovénie \| Team BikeExchange-Jayco \| + 10 s \| \| 14e \| Iván García Cortina \| Espagne \| Movistar Team \| + 10 s \| \| 15e \| Axel Zingle \| France \| Cofidis \| + 10 s \| \| 16e \| Christian Scaroni \| Italie \| Astana Qazaqstan Team \| + 10 s \| \| 17e \| Alberto Bettiol \| Italie \| EF Education-EasyPost \| + 10 s \| \| 18e \| Bram Welten \| Pays-Bas \| Groupama-FDJ \| + 10 s \| \| 19e \| Matîs Louvel \| France \| Arkéa-Samsic \| + 10 s \| \| 20e \| Marijn van den Berg \| Pays-Bas \| EF Education-EasyPost \| + 10 s \| |                      |           |                                    |                 |
| |                      |           |                                    |                 |
| Sources : ProCyclingStats Cycling Quotient Cycling Archives |                      |           |                                    |                 |
| Classement général |                      |           |                                    |                 |
| Coureur | Coureur              | Pays      | Équipe                             | Temps           |
| 1er | Marco Haller         | Autriche  | Bora-Hansgrohe                     | 4 h 37 min 23 s |
| 2e | Wout van Aert        | Belgique  | Jumbo-Visma                        | + 0 s           |
| 3e | Quinten Hermans      | Belgique  | Intermarché-Wanty-Gobert Matériaux | + 0 s           |
| 4e | Jhonatan Narváez     | Équateur  | Ineos Grenadiers                   | + 0 s           |
| 5e | Patrick Konrad       | Autriche  | Bora-Hansgrohe                     | + 4 s           |
| 6e | Jasper Philipsen     | Belgique  | Alpecin-Deceuninck                 | + 10 s          |
| 7e | Phil Bauhaus         | Allemagne | Bahrain Victorious                 | + 10 s          |
| 8e | Hugo Hofstetter      | France    | Arkéa-Samsic                       | + 10 s          |
| 9e | Max Kanter           | Allemagne | Movistar Team                      | + 10 s          |
| 10e | Alexander Kristoff   | Norvège   | Intermarché-Wanty-Gobert Matériaux | + 10 s          |
| 11e | Edvald Boasson Hagen | Norvège   | TotalEnergies                      | + 10 s          |
| 12e | Matteo Trentin       | Italie    | UAE Team Emirates                  | + 10 s          |
| 13e | Luka Mezgec          | Slovénie  | Team BikeExchange-Jayco            | + 10 s          |
| 14e | Iván García Cortina  | Espagne   | Movistar Team                      | + 10 s          |
| 15e | Axel Zingle          | France    | Cofidis                            | + 10 s          |
| 16e | Christian Scaroni    | Italie    | Astana Qazaqstan Team              | + 10 s          |
| 17e | Alberto Bettiol      | Italie    | EF Education-EasyPost              | + 10 s          |
| 18e | Bram Welten          | Pays-Bas  | Groupama-FDJ                       | + 10 s          |
| 19e | Matîs Louvel         | France    | Arkéa-Samsic                       | + 10 s          |
| 20e | Marijn van den Berg  | Pays-Bas  | EF Education-EasyPost              | + 10 s          |

### Classements UCI
La course attribue des points au Classement mondial UCI 2022 selon le barème suivant :
| Position           | 1er | 2e  | 3e  | 4e  | 5e  | 6e  | 7e  | 8e  | 9e | 10e | 11e | 12e | 13e | 14e | 15e | 16e à 20e | 21e à 30e | 31e à 50e | 51e à 55e | 56e à 60e |
| Classement général | 400 | 320 | 260 | 220 | 180 | 140 | 120 | 100 | 80 | 68  | 56  | 48  | 40  | 32  | 28  | 24        | 16        | 8         | 4         | 2         |

## Liste des participants
| Quick-Step Alpha Vinyl QST     | Quick-Step Alpha Vinyl QST     | Quick-Step Alpha Vinyl QST |
| ------------------------------ | ------------------------------ | -------------------------- |
| Num                            | Coureur                        | Pos                        |
| 1                              | Fabio Jakobsen (NED) (route)   | 30e                        |
| 2                              | Davide Ballerini (ITA)         | 74e                        |
| 3                              | Florian Sénéchal (FRA) (route) | 22e                        |
| 4                              | Stijn Steels (BEL)             | 106e                       |
| 5                              | Yves Lampaert (BEL)            | 111e                       |
| 6                              | Bert Van Lerberghe (BEL)       | 99e                        |
| 7                              | Stan Van Tricht (BEL)          | 37e                        |
| Directeur sportif : Tom Steels |                                |                            |

| AG2R Citroën Team ACT                | AG2R Citroën Team ACT   | AG2R Citroën Team ACT |
| ------------------------------------ | ----------------------- | --------------------- |
| Num                                  | Coureur                 | Pos                   |
| 11                                   | Anthony Jullien (FRA)   | 118e                  |
| 12                                   | Greg Van Avermaet (BEL) | 27e                   |
| 13                                   | Lawrence Naesen (BEL)   | 96e                   |
| 14                                   | Oliver Naesen (BEL)     | 80e                   |
| 15                                   | Marc Sarreau (FRA)      | AB                    |
| 16                                   | Michael Schär (SUI)     | 50e                   |
| 17                                   | Gijs Van Hoecke (BEL)   | AB                    |
| Directeur sportif : Artūras Kasputis |                         |                       |

| Astana Qazaqstan Team AST            | Astana Qazaqstan Team AST     | Astana Qazaqstan Team AST |
| ------------------------------------ | ----------------------------- | ------------------------- |
| Num                                  | Coureur                       | Pos                       |
| 21                                   | Leonardo Basso (ITA)          | 83e                       |
| 22                                   | Manuele Boaro (ITA)           | 100e                      |
| 23                                   | Dmitriy Gruzdev (KAZ)         | 81e                       |
| 24                                   | Yevgeniy Gidich (KAZ) (route) | 128e                      |
| 25                                   | Davide Martinelli (ITA)       | 121e                      |
| 26                                   | Antonio Nibali (ITA)          | 77e                       |
| 27                                   | Christian Scaroni (ITA)       | 16e                       |
| Directeur sportif : Bruno Cenghialta |                               |                           |

| Bahrain Victorious TBV               | Bahrain Victorious TBV        | Bahrain Victorious TBV |
| ------------------------------------ | ----------------------------- | ---------------------- |
| Num                                  | Coureur                       | Pos                    |
| 31                                   | Phil Bauhaus (GER)            | 7e                     |
| 32                                   | Heinrich Haussler (AUS)       | 38e                    |
| 33                                   | Jonathan Milan (ITA)          | 98e                    |
| 34                                   | Jan Tratnik (SLO)             | 47e                    |
| 35                                   | Kamil Gradek (POL)            | 107e                   |
| 36                                   | Matevž Govekar (SLO)          | 119e                   |
| 37                                   | Yukiya Arashiro (JPN) (route) | 59e                    |
| Directeur sportif : Enrico Poitschke |                               |                        |

| Bora-Hansgrohe BOH             | Bora-Hansgrohe BOH        | Bora-Hansgrohe BOH |
| ------------------------------ | ------------------------- | ------------------ |
| Num                            | Coureur                   | Pos                |
| 41                             | Shane Archbold (NZL)      | 110e               |
| 42                             | Patrick Gamper (AUT)      | 125e               |
| 43                             | Marco Haller (AUT)        | 1er                |
| 44                             | Patrick Konrad (AUT)      | 5e                 |
| 45                             | Nils Politt (GER) (route) | 24e                |
| 46                             | Ide Schelling (NED)       | 56e                |
| 47                             | Lukas Pöstlberger (AUT)   | 122e               |
| Directeur sportif : Rolf Aldag |                           |                    |

| Cofidis COF                          | Cofidis COF               | Cofidis COF |
| ------------------------------------ | ------------------------- | ----------- |
| Num                                  | Coureur                   | Pos         |
| 51                                   | Max Walscheid (GER)       | 71e         |
| 52                                   | Piet Allegaert (BEL)      | 113e        |
| 53                                   | Tom Bohli (SUI)           | 73e         |
| 54                                   | Wesley Kreder (NED)       | 112e        |
| 55                                   | Pierre-Luc Périchon (FRA) | 40e         |
| 56                                   | Kenneth Vanbilsen (BEL)   | 97e         |
| 57                                   | Axel Zingle (FRA)         | 15e         |
| Directeur sportif : Thierry Marichal |                           |             |

| EF Education-EasyPost EFE         | EF Education-EasyPost EFE | EF Education-EasyPost EFE |
| --------------------------------- | ------------------------- | ------------------------- |
| Num                               | Coureur                   | Pos                       |
| 61                                | Alberto Bettiol (ITA)     | 17e                       |
| 62                                | Stefan Bissegger (SUI)    | 44e                       |
| 63                                | Magnus Cort Nielsen (DEN) | 39e                       |
| 64                                | Jens Keukeleire (BEL)     | 62e                       |
| 65                                | Sebastian Langeveld (NED) | AB                        |
| 66                                | Jonas Rutsch (GER)        | 52e                       |
| 67                                | Marijn van den Berg (NED) | 20e                       |
| Directeur sportif : Andreas Klier |                           |                           |

| Groupama-FDJ GFC                   | Groupama-FDJ GFC          | Groupama-FDJ GFC |
| ---------------------------------- | ------------------------- | ---------------- |
| Num                                | Coureur                   | Pos              |
| 71                                 | Arnaud Démare (FRA)       | AB               |
| 72                                 | Jacopo Guarnieri (ITA)    | AB               |
| 73                                 | Ignatas Konovalovas (LTU) | 64e              |
| 74                                 | Ramon Sinkeldam (NED)     | 76e              |
| 75                                 | Bram Welten (NED)         | 18e              |
| 76                                 | Clément Davy (FRA)        | 130e             |
| 77                                 | Lars van den Berg (NED)   | 102e             |
| Directeur sportif : Sébastien Joly |                           |                  |

| Ineos Grenadiers IGD                | Ineos Grenadiers IGD   | Ineos Grenadiers IGD |
| ----------------------------------- | ---------------------- | -------------------- |
| Num                                 | Coureur                | Pos                  |
| 81                                  | Salvatore Puccio (ITA) | 85e                  |
| 82                                  | Kim Heiduk (GER)       | 36e                  |
| 83                                  | Jhonatan Narváez (ECU) | 4e                   |
| 84                                  | Magnus Sheffield (USA) | 34e                  |
| 85                                  | Ben Swift (GBR)        | 94e                  |
| 86                                  | Luke Rowe (GBR)        | 87e                  |
| 87                                  | Elia Viviani (ITA)     | 25e                  |
| Directeur sportif : Christian Knees |                        |                      |

| Intermarché-Wanty-Gobert Matériaux IWG | Intermarché-Wanty-Gobert Matériaux IWG | Intermarché-Wanty-Gobert Matériaux IWG |
| -------------------------------------- | -------------------------------------- | -------------------------------------- |
| Num                                    | Coureur                                | Pos                                    |
| 91                                     | Quinten Hermans (BEL)                  | 3e                                     |
| 92                                     | Alexander Kristoff (NOR)               | 10e                                    |
| 93                                     | Barnabás Peák (HUN)                    | 124e                                   |
| 94                                     | Adrien Petit (FRA)                     | 116e                                   |
| 95                                     | Taco van der Hoorn (NED)               | 117e                                   |
| 96                                     | Aimé De Gendt (BEL)                    | 63e                                    |
| 97                                     | Georg Zimmermann (GER)                 | 26e                                    |
| Directeur sportif : Steven De Neef     |                                        |                                        |

| Israel-Premier Tech IPT              | Israel-Premier Tech IPT | Israel-Premier Tech IPT |
| ------------------------------------ | ----------------------- | ----------------------- |
| Num                                  | Coureur                 | Pos                     |
| 101                                  | James Piccoli (CAN)     | 68e                     |
| 102                                  | Jenthe Biermans (BEL)   | 21e                     |
| 103                                  | Reto Hollenstein (SUI)  | 51e                     |
| 104                                  | Giacomo Nizzolo (ITA)   | 65e                     |
| 105                                  | Tom Van Asbroeck (BEL)  | 43e                     |
| 106                                  | Sep Vanmarcke (BEL)     | 101e                    |
| 107                                  | Sebastian Berwick (AUS) | AB                      |
| Directeur sportif : Eric Van Lancker |                         |                         |

| Jumbo-Visma TJV               | Jumbo-Visma TJV            | Jumbo-Visma TJV |
| ----------------------------- | -------------------------- | --------------- |
| Num                           | Coureur                    | Pos             |
| 111                           | Wout van Aert (BEL)        | 2e              |
| 112                           | Pascal Eenkhoorn (NED)     | 120e            |
| 113                           | Tosh Van der Sande (BEL)   | AB              |
| 114                           | Jos van Emden (NED)        | AB              |
| 115                           | Lennard Hofstede (NED)     | NP              |
| 116                           | Nathan Van Hooydonck (BEL) | 57e             |
| 117                           | Christophe Laporte (FRA)   | AB              |
| Directeur sportif : Jan Boven |                            |                 |

| Lotto-Soudal LTS                | Lotto-Soudal LTS                          | Lotto-Soudal LTS |
| ------------------------------- | ----------------------------------------- | ---------------- |
| Num                             | Coureur                                   | Pos              |
| 121                             | Jasper De Buyst (BEL)                     | 90e              |
| 122                             | Caleb Ewan (AUS)                          | 88e              |
| 123                             | Frederik Frison (BEL)                     | 123e             |
| 124                             | Reinardt Janse van Rensburg (RSA) (route) | 105e             |
| 125                             | Brent Van Moer (BEL)                      | 28e              |
| 126                             | Florian Vermeersch (BEL)                  | 129e             |
| 127                             | Tim Wellens (BEL)                         | 86e              |
| Directeur sportif : Mario Aerts |                                           |                  |

| Movistar Team MOV                | Movistar Team MOV                  | Movistar Team MOV |
| -------------------------------- | ---------------------------------- | ----------------- |
| Num                              | Coureur                            | Pos               |
| 131                              | Gonzalo Serrano (ESP)              | 66e               |
| 132                              | Iván García Cortina (ESP)          | 14e               |
| 133                              | Juri Hollmann (GER)                | 49e               |
| 134                              | Óscar Rodríguez Garaicoechea (ESP) | 67e               |
| 135                              | Max Kanter (GER)                   | 9e                |
| 136                              | Oier Lazkano (ESP)                 | 91e               |
| 137                              | Vinicius Rangel (BRA) (route)      | 92e               |
| Directeur sportif : Iván Velasco |                                    |                   |

| Team BikeExchange-Jayco BEX       | Team BikeExchange-Jayco BEX | Team BikeExchange-Jayco BEX |
| --------------------------------- | --------------------------- | --------------------------- |
| Num                               | Coureur                     | Pos                         |
| 141                               | Jack Bauer (NZL)            | AB                          |
| 142                               | Dylan Groenewegen (NED)     | 46e                         |
| 143                               | Amund Grøndahl Jansen (NOR) | AB                          |
| 144                               | Jan Maas (NED)              | 48e                         |
| 145                               | Alexander Konychev (ITA)    | 75e                         |
| 146                               | Campbell Stewart (NZL)      | 95e                         |
| 147                               | Luka Mezgec (SLO)           | 13e                         |
| Directeur sportif : Matthew White |                             |                             |

| Team DSM DSM                     | Team DSM DSM          | Team DSM DSM |
| -------------------------------- | --------------------- | ------------ |
| Num                              | Coureur               | Pos          |
| 151                              | Pavel Bittner (CZE)   | 61e          |
| 152                              | Cees Bol (NED)        | 41e          |
| 153                              | Romain Combaud (FRA)  | 55e          |
| 154                              | Alberto Dainese (ITA) | 93e          |
| 155                              | Nico Denz (GER)       | AB           |
| 156                              | Nils Eekhoff (NED)    | AB           |
| 157                              | Martijn Tusveld (NED) | 60e          |
| Directeur sportif : Luke Roberts |                       |              |

| Trek-Segafredo TFS               | Trek-Segafredo TFS      | Trek-Segafredo TFS |
| -------------------------------- | ----------------------- | ------------------ |
| Num                              | Coureur                 | Pos                |
| 161                              | Marc Brustenga (ESP)    | 127e               |
| 162                              | Asbjørn Hellemose (DEN) | 54e                |
| 163                              | Markus Hoelgaard (NOR)  | 23e                |
| 164                              | Jacopo Mosca (ITA)      | 84e                |
| 165                              | Matteo Moschetti (ITA)  | 115e               |
| 166                              | Edward Theuns (BEL)     | 109e               |
| 167                              | Otto Vergaerde (BEL)    | 126e               |
| Directeur sportif : Kim Andersen |                         |                    |

| UAE Team Emirates UAD              | UAE Team Emirates UAD        | UAE Team Emirates UAD |
| ---------------------------------- | ---------------------------- | --------------------- |
| Num                                | Coureur                      | Pos                   |
| 171                                | Mikkel Norsgaard Bjerg (DEN) | 33e                   |
| 172                                | Fernando Gaviria (COL)       | AB                    |
| 173                                | Ryan Gibbons (RSA)           | 29e                   |
| 174                                | Felix Groß (GER)             | 45e                   |
| 175                                | Davide Formolo (ITA)         | 79e                   |
| 176                                | Matteo Trentin (ITA)         | 12e                   |
| 177                                | Oliviero Troia (ITA)         | 35e                   |
| Directeur sportif : Fabrizio Guidi |                              |                       |

| Alpecin-Deceuninck AFC          | Alpecin-Deceuninck AFC      | Alpecin-Deceuninck AFC |
| ------------------------------- | --------------------------- | ---------------------- |
| Num                             | Coureur                     | Pos                    |
| 181                             | Jasper Philipsen (BEL)      | 6e                     |
| 182                             | Maurice Ballerstedt (GER)   | AB                     |
| 183                             | Tobias Bayer (AUT)          | 70e                    |
| 184                             | Kristian Sbaragli (ITA)     | 89e                    |
| 185                             | Edward Planckaert (BEL)     | 104e                   |
| 186                             | Fabio Van den Bossche (BEL) | 108e                   |
| 187                             | Julien Vermote (BEL)        | 69e                    |
| Directeur sportif : Bart Leysen |                             |                        |

| Arkéa-Samsic ARK              | Arkéa-Samsic ARK        | Arkéa-Samsic ARK |
| ----------------------------- | ----------------------- | ---------------- |
| Num                           | Coureur                 | Pos              |
| 191                           | Donavan Grondin (FRA)   | 32e              |
| 192                           | Hugo Hofstetter (FRA)   | 8e               |
| 193                           | Amaury Capiot (BEL)     | 42e              |
| 194                           | Benjamin Declercq (BEL) | 58e              |
| 195                           | Matîs Louvel (FRA)      | 19e              |
| 196                           | Markus Pajur (EST)      | 72e              |
| 197                           | Christophe Noppe (BEL)  | 103e             |
| Directeur sportif : Yvon Caër |                         |                  |

| TotalEnergies TEN              | TotalEnergies TEN          | TotalEnergies TEN |
| ------------------------------ | -------------------------- | ----------------- |
| Num                            | Coureur                    | Pos               |
| 201                            | Maciej Bodnar (POL)        |                   |
| 202                            | Edvald Boasson Hagen (NOR) | 11e               |
| 203                            | Fabien Doubey (FRA)        | 53e               |
| 204                            | Lorrenzo Manzin (FRA)      | 82e               |
| 205                            | Daniel Oss (ITA)           | 78e               |
| 206                            | Juraj Sagan (SVK)          | 114e              |
| 207                            | Peter Sagan (SVK) (route)  | 31e               |
| Directeur sportif : Ján Valach |                            |                   |

| Quick-Step Alpha Vinyl QST     | Quick-Step Alpha Vinyl QST     | Quick-Step Alpha Vinyl QST |
| ------------------------------ | ------------------------------ | -------------------------- |
| Num                            | Coureur                        | Pos                        |
| 1                              | Fabio Jakobsen (NED) (route)   | 30e                        |
| 2                              | Davide Ballerini (ITA)         | 74e                        |
| 3                              | Florian Sénéchal (FRA) (route) | 22e                        |
| 4                              | Stijn Steels (BEL)             | 106e                       |
| 5                              | Yves Lampaert (BEL)            | 111e                       |
| 6                              | Bert Van Lerberghe (BEL)       | 99e                        |
| 7                              | Stan Van Tricht (BEL)          | 37e                        |
| Directeur sportif : Tom Steels |                                |                            |

| AG2R Citroën Team ACT                | AG2R Citroën Team ACT   | AG2R Citroën Team ACT |
| ------------------------------------ | ----------------------- | --------------------- |
| Num                                  | Coureur                 | Pos                   |
| 11                                   | Anthony Jullien (FRA)   | 118e                  |
| 12                                   | Greg Van Avermaet (BEL) | 27e                   |
| 13                                   | Lawrence Naesen (BEL)   | 96e                   |
| 14                                   | Oliver Naesen (BEL)     | 80e                   |
| 15                                   | Marc Sarreau (FRA)      | AB                    |
| 16                                   | Michael Schär (SUI)     | 50e                   |
| 17                                   | Gijs Van Hoecke (BEL)   | AB                    |
| Directeur sportif : Artūras Kasputis |                         |                       |

| Astana Qazaqstan Team AST            | Astana Qazaqstan Team AST     | Astana Qazaqstan Team AST |
| ------------------------------------ | ----------------------------- | ------------------------- |
| Num                                  | Coureur                       | Pos                       |
| 21                                   | Leonardo Basso (ITA)          | 83e                       |
| 22                                   | Manuele Boaro (ITA)           | 100e                      |
| 23                                   | Dmitriy Gruzdev (KAZ)         | 81e                       |
| 24                                   | Yevgeniy Gidich (KAZ) (route) | 128e                      |
| 25                                   | Davide Martinelli (ITA)       | 121e                      |
| 26                                   | Antonio Nibali (ITA)          | 77e                       |
| 27                                   | Christian Scaroni (ITA)       | 16e                       |
| Directeur sportif : Bruno Cenghialta |                               |                           |

| Bahrain Victorious TBV               | Bahrain Victorious TBV        | Bahrain Victorious TBV |
| ------------------------------------ | ----------------------------- | ---------------------- |
| Num                                  | Coureur                       | Pos                    |
| 31                                   | Phil Bauhaus (GER)            | 7e                     |
| 32                                   | Heinrich Haussler (AUS)       | 38e                    |
| 33                                   | Jonathan Milan (ITA)          | 98e                    |
| 34                                   | Jan Tratnik (SLO)             | 47e                    |
| 35                                   | Kamil Gradek (POL)            | 107e                   |
| 36                                   | Matevž Govekar (SLO)          | 119e                   |
| 37                                   | Yukiya Arashiro (JPN) (route) | 59e                    |
| Directeur sportif : Enrico Poitschke |                               |                        |

| Bora-Hansgrohe BOH             | Bora-Hansgrohe BOH        | Bora-Hansgrohe BOH |
| ------------------------------ | ------------------------- | ------------------ |
| Num                            | Coureur                   | Pos                |
| 41                             | Shane Archbold (NZL)      | 110e               |
| 42                             | Patrick Gamper (AUT)      | 125e               |
| 43                             | Marco Haller (AUT)        | 1er                |
| 44                             | Patrick Konrad (AUT)      | 5e                 |
| 45                             | Nils Politt (GER) (route) | 24e                |
| 46                             | Ide Schelling (NED)       | 56e                |
| 47                             | Lukas Pöstlberger (AUT)   | 122e               |
| Directeur sportif : Rolf Aldag |                           |                    |

| Cofidis COF                          | Cofidis COF               | Cofidis COF |
| ------------------------------------ | ------------------------- | ----------- |
| Num                                  | Coureur                   | Pos         |
| 51                                   | Max Walscheid (GER)       | 71e         |
| 52                                   | Piet Allegaert (BEL)      | 113e        |
| 53                                   | Tom Bohli (SUI)           | 73e         |
| 54                                   | Wesley Kreder (NED)       | 112e        |
| 55                                   | Pierre-Luc Périchon (FRA) | 40e         |
| 56                                   | Kenneth Vanbilsen (BEL)   | 97e         |
| 57                                   | Axel Zingle (FRA)         | 15e         |
| Directeur sportif : Thierry Marichal |                           |             |

| EF Education-EasyPost EFE         | EF Education-EasyPost EFE | EF Education-EasyPost EFE |
| --------------------------------- | ------------------------- | ------------------------- |
| Num                               | Coureur                   | Pos                       |
| 61                                | Alberto Bettiol (ITA)     | 17e                       |
| 62                                | Stefan Bissegger (SUI)    | 44e                       |
| 63                                | Magnus Cort Nielsen (DEN) | 39e                       |
| 64                                | Jens Keukeleire (BEL)     | 62e                       |
| 65                                | Sebastian Langeveld (NED) | AB                        |
| 66                                | Jonas Rutsch (GER)        | 52e                       |
| 67                                | Marijn van den Berg (NED) | 20e                       |
| Directeur sportif : Andreas Klier |                           |                           |

| Groupama-FDJ GFC                   | Groupama-FDJ GFC          | Groupama-FDJ GFC |
| ---------------------------------- | ------------------------- | ---------------- |
| Num                                | Coureur                   | Pos              |
| 71                                 | Arnaud Démare (FRA)       | AB               |
| 72                                 | Jacopo Guarnieri (ITA)    | AB               |
| 73                                 | Ignatas Konovalovas (LTU) | 64e              |
| 74                                 | Ramon Sinkeldam (NED)     | 76e              |
| 75                                 | Bram Welten (NED)         | 18e              |
| 76                                 | Clément Davy (FRA)        | 130e             |
| 77                                 | Lars van den Berg (NED)   | 102e             |
| Directeur sportif : Sébastien Joly |                           |                  |

| Ineos Grenadiers IGD                | Ineos Grenadiers IGD   | Ineos Grenadiers IGD |
| ----------------------------------- | ---------------------- | -------------------- |
| Num                                 | Coureur                | Pos                  |
| 81                                  | Salvatore Puccio (ITA) | 85e                  |
| 82                                  | Kim Heiduk (GER)       | 36e                  |
| 83                                  | Jhonatan Narváez (ECU) | 4e                   |
| 84                                  | Magnus Sheffield (USA) | 34e                  |
| 85                                  | Ben Swift (GBR)        | 94e                  |
| 86                                  | Luke Rowe (GBR)        | 87e                  |
| 87                                  | Elia Viviani (ITA)     | 25e                  |
| Directeur sportif : Christian Knees |                        |                      |

| Intermarché-Wanty-Gobert Matériaux IWG | Intermarché-Wanty-Gobert Matériaux IWG | Intermarché-Wanty-Gobert Matériaux IWG |
| -------------------------------------- | -------------------------------------- | -------------------------------------- |
| Num                                    | Coureur                                | Pos                                    |
| 91                                     | Quinten Hermans (BEL)                  | 3e                                     |
| 92                                     | Alexander Kristoff (NOR)               | 10e                                    |
| 93                                     | Barnabás Peák (HUN)                    | 124e                                   |
| 94                                     | Adrien Petit (FRA)                     | 116e                                   |
| 95                                     | Taco van der Hoorn (NED)               | 117e                                   |
| 96                                     | Aimé De Gendt (BEL)                    | 63e                                    |
| 97                                     | Georg Zimmermann (GER)                 | 26e                                    |
| Directeur sportif : Steven De Neef     |                                        |                                        |

| Israel-Premier Tech IPT              | Israel-Premier Tech IPT | Israel-Premier Tech IPT |
| ------------------------------------ | ----------------------- | ----------------------- |
| Num                                  | Coureur                 | Pos                     |
| 101                                  | James Piccoli (CAN)     | 68e                     |
| 102                                  | Jenthe Biermans (BEL)   | 21e                     |
| 103                                  | Reto Hollenstein (SUI)  | 51e                     |
| 104                                  | Giacomo Nizzolo (ITA)   | 65e                     |
| 105                                  | Tom Van Asbroeck (BEL)  | 43e                     |
| 106                                  | Sep Vanmarcke (BEL)     | 101e                    |
| 107                                  | Sebastian Berwick (AUS) | AB                      |
| Directeur sportif : Eric Van Lancker |                         |                         |

| Jumbo-Visma TJV               | Jumbo-Visma TJV            | Jumbo-Visma TJV |
| ----------------------------- | -------------------------- | --------------- |
| Num                           | Coureur                    | Pos             |
| 111                           | Wout van Aert (BEL)        | 2e              |
| 112                           | Pascal Eenkhoorn (NED)     | 120e            |
| 113                           | Tosh Van der Sande (BEL)   | AB              |
| 114                           | Jos van Emden (NED)        | AB              |
| 115                           | Lennard Hofstede (NED)     | NP              |
| 116                           | Nathan Van Hooydonck (BEL) | 57e             |
| 117                           | Christophe Laporte (FRA)   | AB              |
| Directeur sportif : Jan Boven |                            |                 |

| Lotto-Soudal LTS                | Lotto-Soudal LTS                          | Lotto-Soudal LTS |
| ------------------------------- | ----------------------------------------- | ---------------- |
| Num                             | Coureur                                   | Pos              |
| 121                             | Jasper De Buyst (BEL)                     | 90e              |
| 122                             | Caleb Ewan (AUS)                          | 88e              |
| 123                             | Frederik Frison (BEL)                     | 123e             |
| 124                             | Reinardt Janse van Rensburg (RSA) (route) | 105e             |
| 125                             | Brent Van Moer (BEL)                      | 28e              |
| 126                             | Florian Vermeersch (BEL)                  | 129e             |
| 127                             | Tim Wellens (BEL)                         | 86e              |
| Directeur sportif : Mario Aerts |                                           |                  |

| Movistar Team MOV                | Movistar Team MOV                  | Movistar Team MOV |
| -------------------------------- | ---------------------------------- | ----------------- |
| Num                              | Coureur                            | Pos               |
| 131                              | Gonzalo Serrano (ESP)              | 66e               |
| 132                              | Iván García Cortina (ESP)          | 14e               |
| 133                              | Juri Hollmann (GER)                | 49e               |
| 134                              | Óscar Rodríguez Garaicoechea (ESP) | 67e               |
| 135                              | Max Kanter (GER)                   | 9e                |
| 136                              | Oier Lazkano (ESP)                 | 91e               |
| 137                              | Vinicius Rangel (BRA) (route)      | 92e               |
| Directeur sportif : Iván Velasco |                                    |                   |

| Team BikeExchange-Jayco BEX       | Team BikeExchange-Jayco BEX | Team BikeExchange-Jayco BEX |
| --------------------------------- | --------------------------- | --------------------------- |
| Num                               | Coureur                     | Pos                         |
| 141                               | Jack Bauer (NZL)            | AB                          |
| 142                               | Dylan Groenewegen (NED)     | 46e                         |
| 143                               | Amund Grøndahl Jansen (NOR) | AB                          |
| 144                               | Jan Maas (NED)              | 48e                         |
| 145                               | Alexander Konychev (ITA)    | 75e                         |
| 146                               | Campbell Stewart (NZL)      | 95e                         |
| 147                               | Luka Mezgec (SLO)           | 13e                         |
| Directeur sportif : Matthew White |                             |                             |

| Team DSM DSM                     | Team DSM DSM          | Team DSM DSM |
| -------------------------------- | --------------------- | ------------ |
| Num                              | Coureur               | Pos          |
| 151                              | Pavel Bittner (CZE)   | 61e          |
| 152                              | Cees Bol (NED)        | 41e          |
| 153                              | Romain Combaud (FRA)  | 55e          |
| 154                              | Alberto Dainese (ITA) | 93e          |
| 155                              | Nico Denz (GER)       | AB           |
| 156                              | Nils Eekhoff (NED)    | AB           |
| 157                              | Martijn Tusveld (NED) | 60e          |
| Directeur sportif : Luke Roberts |                       |              |

| Trek-Segafredo TFS               | Trek-Segafredo TFS      | Trek-Segafredo TFS |
| -------------------------------- | ----------------------- | ------------------ |
| Num                              | Coureur                 | Pos                |
| 161                              | Marc Brustenga (ESP)    | 127e               |
| 162                              | Asbjørn Hellemose (DEN) | 54e                |
| 163                              | Markus Hoelgaard (NOR)  | 23e                |
| 164                              | Jacopo Mosca (ITA)      | 84e                |
| 165                              | Matteo Moschetti (ITA)  | 115e               |
| 166                              | Edward Theuns (BEL)     | 109e               |
| 167                              | Otto Vergaerde (BEL)    | 126e               |
| Directeur sportif : Kim Andersen |                         |                    |

| UAE Team Emirates UAD              | UAE Team Emirates UAD        | UAE Team Emirates UAD |
| ---------------------------------- | ---------------------------- | --------------------- |
| Num                                | Coureur                      | Pos                   |
| 171                                | Mikkel Norsgaard Bjerg (DEN) | 33e                   |
| 172                                | Fernando Gaviria (COL)       | AB                    |
| 173                                | Ryan Gibbons (RSA)           | 29e                   |
| 174                                | Felix Groß (GER)             | 45e                   |
| 175                                | Davide Formolo (ITA)         | 79e                   |
| 176                                | Matteo Trentin (ITA)         | 12e                   |
| 177                                | Oliviero Troia (ITA)         | 35e                   |
| Directeur sportif : Fabrizio Guidi |                              |                       |

| Alpecin-Deceuninck AFC          | Alpecin-Deceuninck AFC      | Alpecin-Deceuninck AFC |
| ------------------------------- | --------------------------- | ---------------------- |
| Num                             | Coureur                     | Pos                    |
| 181                             | Jasper Philipsen (BEL)      | 6e                     |
| 182                             | Maurice Ballerstedt (GER)   | AB                     |
| 183                             | Tobias Bayer (AUT)          | 70e                    |
| 184                             | Kristian Sbaragli (ITA)     | 89e                    |
| 185                             | Edward Planckaert (BEL)     | 104e                   |
| 186                             | Fabio Van den Bossche (BEL) | 108e                   |
| 187                             | Julien Vermote (BEL)        | 69e                    |
| Directeur sportif : Bart Leysen |                             |                        |

| Arkéa-Samsic ARK              | Arkéa-Samsic ARK        | Arkéa-Samsic ARK |
| ----------------------------- | ----------------------- | ---------------- |
| Num                           | Coureur                 | Pos              |
| 191                           | Donavan Grondin (FRA)   | 32e              |
| 192                           | Hugo Hofstetter (FRA)   | 8e               |
| 193                           | Amaury Capiot (BEL)     | 42e              |
| 194                           | Benjamin Declercq (BEL) | 58e              |
| 195                           | Matîs Louvel (FRA)      | 19e              |
| 196                           | Markus Pajur (EST)      | 72e              |
| 197                           | Christophe Noppe (BEL)  | 103e             |
| Directeur sportif : Yvon Caër |                         |                  |

| TotalEnergies TEN              | TotalEnergies TEN          | TotalEnergies TEN |
| ------------------------------ | -------------------------- | ----------------- |
| Num                            | Coureur                    | Pos               |
| 201                            | Maciej Bodnar (POL)        |                   |
| 202                            | Edvald Boasson Hagen (NOR) | 11e               |
| 203                            | Fabien Doubey (FRA)        | 53e               |
| 204                            | Lorrenzo Manzin (FRA)      | 82e               |
| 205                            | Daniel Oss (ITA)           | 78e               |
| 206                            | Juraj Sagan (SVK)          | 114e              |
| 207                            | Peter Sagan (SVK) (route)  | 31e               |
| Directeur sportif : Ján Valach |                            |                   |